# Fokker E.I

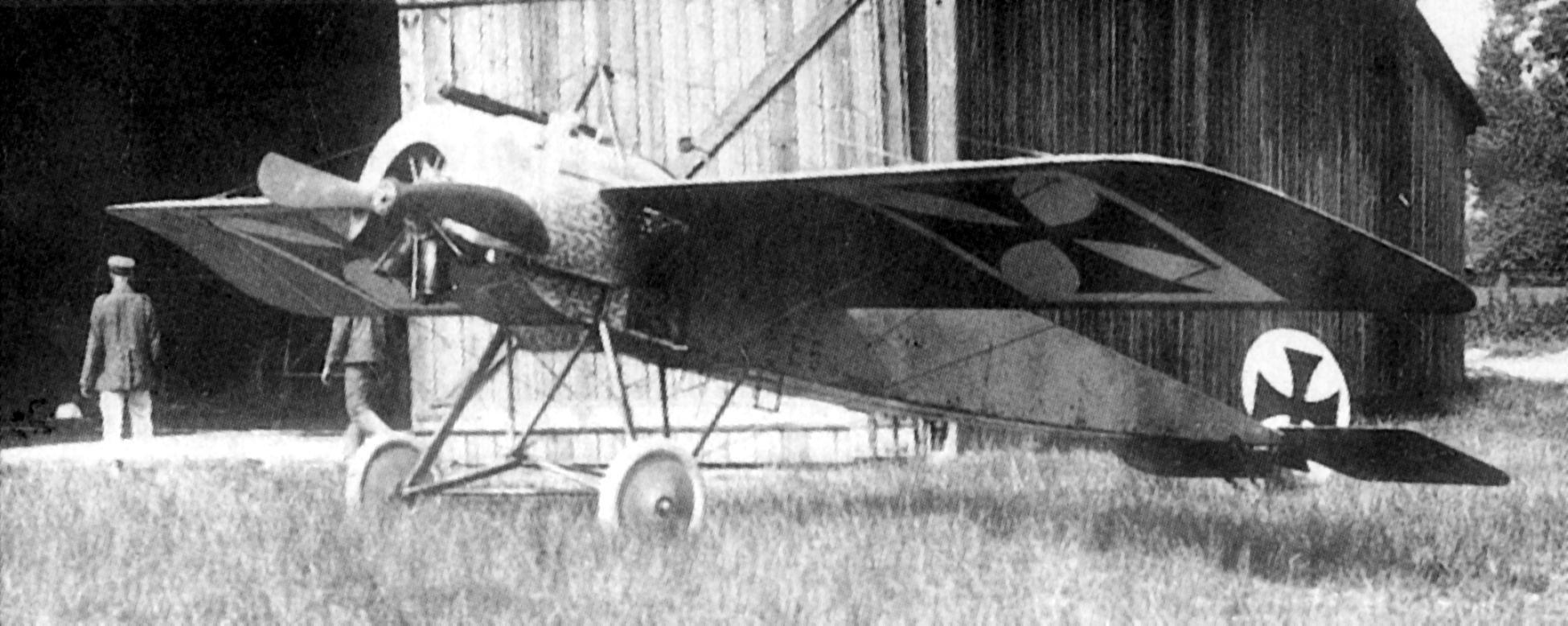
Fokker E.I (1915)

De Fokker E.I was een Duits jachtvliegtuig gebouwd door vliegtuigbouwer Fokker tijdens de Eerste Wereldoorlog. De eerste vlucht van deze militaire eendekker was in 1915. De E.I was de eerste jager uit de beruchte Fokker Eindecker serie die verantwoordelijk was voor een periode van Duits luchtoverwicht in WOI, een episode in 1915-1916 genaamd de Fokker scourge (Fokker plaag).

## Ontwerp
Het ontwerp van de E.I was net als zijn voorganger de Fokker M.5 afgeleid van het Franse Morane-Saulnier Type H vliegtuig. Deze eendekkers hadden geen vrijdragende vleugels, maar een constructie met spandraden. De romp van de Morane-Saulnier vliegtuigen waren geconstrueerd van hout, terwijl de Fokker rompen van chroom-Molybdeen staalbuis werden gemaakt. De eerste vijf bewapende prototypes van de Fokker E.I werden aangeduid als Fokker M.5K/MG.
De Fokker E.I toestellen waren uitgerust met een gesynchroniseerde 7,92 mm Parabellum MG14 (later Spandau lMG) mitrailleur en was het eerste Fokker gevechtsvliegtuig dat met een gesynchroniseerd boordgeschut, welke door de propellerbaan heen kon schieten zonder de bladen te beschadigen, een luchtgevecht won.

## Specificaties
- Type: Fokker E.I
- Variant: Fokker E.II (met 100 pk negencilinder Oberursel U.I motor)
- Opvolger: Fokker E.III
- Fabriek: Fokker
- Rol: Jachtvliegtuig
- Bemanning: 1
- Lengte: 7,2 m
- Spanwijdte: 8,85 m
- Hoogte: 2,9 m
- Vleugeloppervlak: 15,9 m²
- Leeggewicht: 360 kg
- Maximum gewicht: 563 kg
- Motor: 1 × Oberursel U.0 zevencilinder rotatiemotor, 80 pk
- Propeller: tweebladig (hout)
- Aantal gebouwd: 54 (1915-1916)
- Eerste vlucht: 1915

Prestaties
- Maximumsnelheid: 130 km/u
- Kruissnelheid: 110 km/u
- Plafond: 3000 m
- Klimsnelheid: ± 2 m/s

Bewapening
- Geschut: 1 × voorwaarts gericht 7,92 mm Spandau lMG 08 machinegeweer (1 x Parabellum MG14 M/G op E.I prototypes), gesynchroniseerd met propeller.